# Dude Cowboy
Dude Cowboy is een Amerikaanse western uit 1941 geregisseerd door David Howard en geschreven door Morton Grant. Dude Cowboy gaat over de federaal-agent Terry McVey die in the Silver Bar Dude Ranch undercover gaat als cowboy, om de verdwijning van Frank Adams te onderzoeken die mogelijk te maken heeft met een zaak over vals geld.

## Rolverdeling
| Acteur             | Personage           |
| ------------------ | ------------------- |
| Tim Holt           | Terry McVey         |
| Marjorie Reynolds  | Barbara Adams       |
| Ray Whitley        | Smokey              |
| Lee 'Lasses' White | Prof. Whopper Hatch |
| Louise Currie      | Gail Sargent        |
| Helen Holmes       | Aunt Althea Carter  |
| Eddie Kane         | Gordon West         |
| Eddie Dew          | French              |
| Byron Foulger      | Frank Adams         |
| Tom London         | Silver City Sheriff |
| Lloyd Ingraham     | Pop Stebbins        |
| Glenn Strange      | Henchman Krinkle    |